# Elaeocarpus joga
Elaeocarpus joga är en tvåhjärtbladig växtart som beskrevs av Merrill. Elaeocarpus joga ingår i släktet Elaeocarpus och familjen Elaeocarpaceae. Inga underarter finns listade i Catalogue of Life.